# Casa de Lara

Armas primitivas da Casa de Lara

A Casa de Lara é uma linhagem da nobreza da Espanha com origem no Reino de Castela na época medieval. Nos seus ramos tem origem os Duques de Nájera e dos Marqueses de Aguilar de Campo tem origem os Grandes de Espanha da Alta Idade Média.
A casa de Lara teve grandes possessões nos reinos de Castela, e de Leão, na Andaluzia e na Galiza. Participaram grandemente no futuro político de ambos reinos, particularmente no período compreendido entre os fins do século XI e os meados do século XIV, tanto dando o seu apoio ao monarca reinante como Álvar Núñez de Lara que chegou a ser regente do rei Henrique I de Castela, mas também participando em várias rebeliões da nobreza. Pedro I de Castela retirou-lhes os seu territórios que depois foram devolvidos pelo rei Henrique II de Castela. Em épocas mais recentes da Idade Média, uma variante da Casa de Lara, os Manrique de Lara, descendentes por linha feminina, ocuparam postos de grande relevância na administração real e em várias instituições importantes.

## As origens da Casa de Lara
O cronista Luís de Salazar e Castro atribuiu a origem da Casa de Lara aos condes de Castela, porque alguns deles foram tenentes no  Alfoz de Lara.
Gonçalo Nunes (c. 1059 – depois de 1106), foi o primeiro tenente documentado  do Alfoz de Lara.
Os senhores de Lara acrescentaram suas riquezas e propriedades no condado de Castela, com inicio na serra de Burgos devido à necessidade de repovoamento na Galiza, em Leão e na Andaluzia, e graças também a sua participação nas guerras da Reconquista e estritos vínculos com a Casa Real.

## Século XII e século XIII
No século XII, Pedro Gonçalves de Lara deu o seu apoio em 1113, a rainha Urraca I de Leão e Castela contra o rei Afonso I de Aragão e enfrentou o rei Afonso VII de Castela em 1130. Rodrigo Gonçalves de Lara, seu irmão, também enfrentou o mesmo monarca e mais tarde apoiou-o a quando da Invasão dos Almorávidas, que saqueou as comarcas da Andaluzia.
Manrique Perez de Lara, Álvaro Peres de Lara e Nuño Pérez de Lara disputaram a regência do reino durante a menor idade do rei Afonso VIII de Castela. Álvaro Nunes de Lara foi regente do rei Henrique I de Castela. Nuno Gonçalves de Lara serviu a Casa Real de Fernando III de Castela e de Afonso X de Castela, no entanto em 1270 liderou uma aliança de nobres contra referido rei.
Juan Núñez de Lara “o Maior”, senhor soberano de Albarracín, opôs-se à coroação de Sancho IV de Castela, a favor do rei de França, tendo-se depois unidos ao rei de Castela. Juan Núñez de Lara foi o iniciante de várias rebeliões contra o rei Afonso XI de Castela.

## Os Manrique de Lara

Armas da Casa Manrique de Lara, uma variante da Casa de Lara

As armas de brasão da Casa Manrique de Lara, é uma variante das Armas da Casa de Lara. Estas armas sem dúvida, foram atribuídas a toda a linhagem primitiva como afirmam os autores Salazar de Castro no século XVII e mais tarde Atienza em 1959.
O único ramo cuja descendência chegou além da Idade Media foi a dos Manrique de Lara. No século XIV, os Lara apoiaram os Reis Católicos durante a guerra contra os partidários de Joana de Trastâmara “a Beltraneja”, que ostentou alguns dos mais importantes títulos de Castela como o dos de Duque de Nájera, Marqués de Aguilar de Campoo, todos eles dentro da possessão dos Grandes de Espanha.
Em 1520, Carlos I de Espanha distinguiu a Casa de Lara com a dignidade de Grandeza de Espanha nas pessoas dos seus mais relevantes representantes, como foi o caso do Duque de Nájera e do Marques de Aguilar de Campoo, distinção mais à frente atribuída também ao Conde de Paredes de Nava e ao Conde de Osorno.
Durante os reinados de Carlos V e de Felipe II (Filipe I de Portugal) os Manrique de Lara desempenharam importantes cargos como Vice-reis, Capitães-Generais, Embaixadores de Cardeais. Esta Casa deu também importantes membros à Igreja Católica e numerosos Cavaleiros nas Ordens Militares e no Tosão de Ouro, como foi o caso do I Conde de Paredes de Nava que chegou a ser Mestre da Ordem de Santiago.
No século XVII, o genealogista e historiador Luís de Salazar e Castro dedicou a esta linhagem um extenso estudo em quantro volumes, obra de referência no campo da genealogia e da nobiliária.
Pertenceram também aos Manrique de Lara literatos como Gomes Manrique e o imortal Jorge Manrique.

## Escudo de armas
De prata com dois caldeirões negros postos na vertical foram usadas pelos membros da Casa de Lara desde o surgimento dos símbolos heráldicos no século XII como consta dos Armoriais do Rei de Armas do Título de Aragão de Garcia Alonso de Torres e do heraldista de origem catalã Esteve Tamborino, segundo reconhece a Heráldica Castellana de Martín de Riquer.
As autênticas cores do escudo encontram-se documentadas na tese de A. Sánchez de Mora (p. 409), nas obras de Francisco Piferrer (p. 21), Martín de Riquer (p. 211), Simon R. Doubleday (p. 55), Eduardo Pardo de Guevara (pp. 13 e 33), e no artigo de Faustino Menéndez Pidal de Navascués (p. 117).
Representações das armas da Casa de Lara se encontram-se na Igreja de San António de Ibiza, no pendão de Juan Núñez de Lara na miniatura do Códice de la Coronación, nas pinturas medievais do Salão de Tinell em Barcelona e na copia  encontrada no sepulcro do Panteão Real no Mosteiro de Las Huelgas do rei Henrique I de Castela morto num acidente aos 14 anos em Maio de 1217, quando estava debaixo da protecção de Álvar Núñez de Lara exposta no Museu do Mosteiro de Las Huelgas em Burgos.
Os caldeirões representam as numerosas tropas que a casa recrutava entre os seus vassalos e simbolizam o poder de paga-las e alimenta-las à sua custa. O emblema dos caldeirões sempre foi identificado com a Casa de Lara desde que se tem conhecimento do seu uso por parte dos descendentes do conde Pedro González de Lara, que morreu em 1130. Os selos mais antigos que se conservam e em que se podem ver os motivos heráldicos dos caldeirões datam do século XIII.